# Rodney Mullen
John Rodney Mullen (Gainesville, 17 agosto 1966) è uno skater statunitense.

## Biografia
Largamente riconosciuto come uno degli skater più influenti della storia, nonché come il padrino dello skateboard moderno, inizia a praticarlo il 1º gennaio del 1977. Lo stesso anno inizia a partecipare alle prime competizioni di skateboard, per poi diventare professionista nel 1980, a soli quattordici anni. Diventa membro attivo del team "Powell Peralta Bones Brigade", fondato da Stacy Peralta.
Nel 1989 partecipa al film California Skate come stuntman per alcune sequenze nelle veci del protagonista Christian Slater. Nel corso della sua carriera professionistica, ha fondato due aziende produttrici di materiale e vestiario per lo skateboard: la World Industries nel 1993 e la Almost nel 2002.

## Stile
Mullen ha uno stile unico. È solito usare trick di freestyle nello street. All'inizio della sua carriera era prevalentemente un freestyler.
Nella sua carriera ha inventato molti trick. Tra i più noti, sono da citare il kickflip, inventato nel 1983, che consiste nel far fare alla tavola un giro completo di 360 gradi lungo il suo asse maggiore, l'heelflip, il kickflip underflip, l'ollie e il 360 flip.

## Sponsor
Mullen ottenne il primo sponsor, The Inland Surf Shop, nel 1977. Attualmente è sponsorizzato da Almost, Enjoi, Darkstar, Tensor, Speed Demons, Matix e Globe International.

## Videografia
- Powell Peralta: Skateboarding in the '80's (1982)
- Powell Peralta: The Bones Brigade Video Show (1984)
- Powell Peralta: Future Primitive (1985)
- Powell Peralta: Public Domain (1988)
- California Skate (Gleaming the Cube) (1989)
- World Industries: Rubbish Heap (1989)
- Plan B: Questionable (1992)
- Plan B: Virtual Reality (1993)
- Plan B: Second Hand Smoke (1995)
- Rodney Mullen vs. Daewon Song (1997)
- Rodney Mullen Vs. Daewon Song Round 2 (1999)
- Globe: Opinion (2001)
- Almost: Round Three (2004)
- Transworld: Show Me the Way (2004)
- Tony Hawk's Secret Skatepark Tour (2005)
- United by Fate (2008)